# Partido Verde Democrático de Ruanda
El Partido Verde Democrático de Ruanda (en francés: Parti vert démocratique du Rwanda; en kiñaruanda: Ishyaka Riharanira Demokarasi no Kurengera Ibidukikije) es un partido político verde en Ruanda, fundado en 2009. 
Su plataforma enfatiza la unidad, la no violencia, la justicia social, la democracia participativa y exige precios subsidiados para los productos agrícolas. Cree que los derechos inalienables del pueblo incluyen "el derecho a la vida, la libertad, la reunión pacífica, la expresión, el culto y la búsqueda de la felicidad", y que estos derechos son concedidos por Dios.

## Historia
El partido se creó el 14 de agosto de 2009 y tenía como objetivo participar en las elecciones presidenciales de 2010. Sin embargo, se le impidió registrarse. El vicepresidente del partido, André Kagwa Rwisereka, fue encontrado decapitado durante la campaña electoral.   Los líderes del Partido Verde en Estados Unidos pidieron a la administración Obama que apoye una investigación sobre su asesinato y las acusaciones de que tuvo motivaciones políticas.
El partido finalmente se registró en agosto de 2013, pero era demasiado tarde para participar en las elecciones parlamentarias de ese mismo año. 
El 17 de diciembre de 2016, Frank Habineza fue nominado líder del partido y abanderado para las elecciones presidenciales celebradas en 2017. A raíz de aquello, el partido abandonaría su amenaza de boicotear las elecciones después de que el gobierno rechazara sus demandas de reformas electorales. Habineza terminó en el último lugar con sólo el 0,5% de los votos. Sin embargo, en las elecciones parlamentarias celebradas un año después, el partido ingresó al parlamento después de obtener dos escaños.